# Koichi Sekimoto
Koichi Sekimoto (関本 恒一 Sekimoto Koichi?), född 23 maj 1978 i Osaka prefektur, död 23 januari 2016, var en japansk före detta fotbollsspelare.
Sekimoto började sin karriär 1997 i Sagan Tosu. Han spelade 89 ligamatcher för klubben. Efter Sagan Tosu spelade han för FC Iseshima.